# Liepājas partija
Die Liepājas partija (LP) ist eine lettische Partei, die in der Stadt Liepāja (deutsch: Libau) tätig ist. Gründer und Parteivorsitzender ist Uldis Sesks, seit 1997 Bürgermeister von Liepāja. Bei der Kommunalwahl 2013 gewann die LP sieben der 15 Mandate im Stadtrat.
Die LP arbeitete mit dem landesweiten Bündnis der Grünen und Bauern ZZS zusammen. Kandidaten der LP kandidierten auf den Listen der ZZS für das lettische Parlament Saeima. Mit Māris Kučinskis stellte sie vom 11. Februar 2016 bis um 23. Januar 2019 den Ministerpräsidenten Lettlands. Seit 2022 arbeitet man mit dem Lettischen Bund der Regionen zusammen.